# 黑腺杜英
黑腺杜英（学名：Elaeocarpus atropunctatus）为杜英科杜英属下的一个种。